# Peter Lisicky
Peter Matthew Lisicky (Whitehall, 3 marzo 1976) è un ex cestista statunitense con cittadinanza italiana naturalizzato slovacco.
Gioca dalla stagione 2006-07 all'Air Avellino, nel ruolo di guardia, all'occorrenza anche playmaker. Ottimo tiratore da tre punti e buon tiratore di liberi, si fa notare soprattutto per il suo impegno in allenamento e in partita.

## Carriera
Al college aveva una media punti di 15,7 a partita e vestiva la maglia della Penn State University. La sua prima esperienza in Italia risale al 2000-01, quando è stato alla Benetton Treviso prima per la Nike Summer League, poi per quattro mesi il campionato, tra ottobre e gennaio.
È passato poi al campionato svizzero, con la maglia del Vacallo e del Lugano. Dal 2002 al 2005 passa al campionato tedesco, tesserato dal Braunschweig. Nel 2005-06 si divide tra Racing Parigi e Anwil Wloclawek.
È tornato in Serie A nell'ottobre 2006, per vestire la maglia dell'Avellino.

## Palmarès
- Campionato svizzero: 1

Lugano: 2001-02
- Coppa di Svizzera: 1

SAV Vacallo: 1999
- Coppa Italia: 1

Scandone Avellino: 2008